# Heemskerk
Heemskerk é um município dos Países Baixos, situado na província da Holanda do Norte. Tem 31,68 km² de área e sua população em 2020 foi estimada em 39.230 habitantes.